# Рут, Амос
Амос Рут (англ. Amos Ives Root) (1839—1923) — американский предприниматель, внесший большой вклад в технологию и развитие пчеловодства.
Рут стал первопроходцем в промышленном производстве ульев, реализации пчелопакетов и пчелиных маток в США.
Среди его главных достижений был метод сбора меда без разрушения улья.
Основал свою компанию в 1869 году в своем родном городе Медина, штат Огайо, для производства ульев и оборудования для пчеловодства. На пике своей деятельности компания отгружала четыре железнодорожных вагона с оборудованием для пчеловодства в день.
В 1879 издал широко известную книгу — «Энциклопедия пчеловодства», которая переиздается до сих пор на многих языках мира, в том числе и на русском.
В 1890 упростил модель улья, предложенную Лангстротом, распространив этот улей через 40 лет после его изобретения. Улей получил название «Simplicity», у него остался тот же размер рамки, дно стало отделяемым а крыша плоской.
Основал одну из самых больших в своё время фирм поставщиков пчеловодческого инвентаря. Фирма «Root Candles» производит продукцию и принадлежит его потомкам по сей день.
В русскоязычной литературе известен по названию улья Лангстрота-Рута.